# Route 223 (Nouvelle-Écosse)
Pour les articles homonymes, voir Route 223.
La route 223 est une route secondaire de la Nouvelle-Écosse d'orientation ouest-est située dans le nord-est de la province, sur l'île du Cap-Breton. Elle est une route moyennement fréquentée, et est une alternative pour aller à Sydney depuis la route 105. De plus, elle traverse une région très boisée, mesure 73 kilomètres, et est une route pavée sur toute sa longueur.

## Tracé
La 223 débute à North Side Whycocomagh Bay, sur la Route Transcanadienne, la route 105, à 11 kilomètres de Whycocomagh et 25 kilomètres de Baddeck. Elle commence par traverser la baie Whycocomagh, puis suit le lac Bras d'Or en se dirigeant vers le sud-est. Elle traverse ensuite la détroit de Barra, puis suit le Grest Bras d'Or pour 35 kilomètres, jusqu'à Ironville. Elle bifurque ensuite vers l'est pour rejoindre Leitches Creek Station, où elle croise a route 125 et se termine sur la route 305, à une intersection en T.

## Intersections principales
| Route 223                                     |                            |    |                                                            |                                                |
| Comté                                         | Location                   | km | Intersection/Destinations                                  | Notes                                          |
| Comté d'Inverness                             | North Side Whycocomagh Bay | 0  | R-105, North Sydney, Port Hawkesbury, Chéticamp, Inverness | extrémité ouest de la 223; sortie* 6 de la 105 |
| Comté de Cape Breton                          | Christmas Island           | 30 | R-216 est, Castle Bay, Eskanosi                            |                                                |
| Comté de Cape Breton                          | Leitches Creek Station     | 72 | R-125, Sydney, Glace Bay, North Sydney                     | sortie 3 de la 125                             |
| Comté de Cape Breton                          | Leitches Creek Station     | 73 | R-305, Westmount, North Sydney                             | extrémité est de la 223                        |
| *: Intersection — Gras (colonne km):Échangeur |                            |    |                                                            |                                                |

## Communautés traversées
1. North Side Whycocomagh Bay
2. Little Narrows
3. Estmere
4. Ottawa Brook
5. Jamesville
6. Iona
7. Grand Narrows
8. Christmas Island
9. Big Brook
10. Big Beach
11. Shunacadie
12. Glasgow
13. Cross Point
14. Beaver Cove
15. Boisdale
16. Ironville
17. Barrachois
18. Leitches Creek
19. Leitches Creek Station